# Peter Barrett
Peter Jones Barrett (Madison, 20 de febrero de 1935-Madison, 17 de diciembre de 2000) fue un deportista estadounidense que compitió en vela en las clases Finn y Star.
Participó en tres Juegos Olímpicos de Verano entre los años 1960 y 1968, obteniendo dos medallas, plata en Tokio 1964 (Finn) y oro en México 1968 (Star). Ganó una medalla en el Campeonato Mundial de Finn de 1969 y cinco medallas en el Campeonato Mundial de Star entre los años 1966 y 1973.

## Palmarés internacional
| Juegos Olímpicos   | Juegos Olímpicos    | Juegos Olímpicos  | Juegos Olímpicos |
| Año                | Lugar               | Medalla           | Clase            |
| ------------------ | ------------------- | ----------------- | ---------------- |
| 1964               | Tokio (Japón)       | Medalla de plata  | Finn             |
| Campeonato Mundial |                     |                   |                  |
| Año                | Lugar               | Medalla           | Clase            |
| 1969               | Hamilton (Bermudas) | Medalla de bronce | Finn             |

| Juegos Olímpicos | Juegos Olímpicos                   | Juegos Olímpicos  | Juegos Olímpicos |
| Año              | Lugar                              | Medalla           | Clase            |
| ---------------- | ---------------------------------- | ----------------- | ---------------- |
| 1968             | Ciudad de México (México)          | Medalla de oro    | Star             |
| Año              | Lugar                              | Medalla           | Clase            |
| 1966             | Kiel (RFA)                         | Medalla de plata  | Star             |
| 1967             | Copenhague (Dinamarca)             | Medalla de plata  | Star             |
| 1969             | San Diego (Estados Unidos)         | Medalla de bronce | Star             |
| 1971             | Estrecho de Puget (Estados Unidos) | Medalla de plata  | Star             |
| 1973             | San Diego (Estados Unidos)         | Medalla de oro    | Star             |